# AES指令集
高级加密标准指令集现已经集成到许多处理器中。应用程序执行高级加密标准（AES）时，使用该指令集提高加密和解密的速度（以及对侧信道攻击的抵抗能力）。

## x86架构
高级加密标准指令集（或称英特尔高级加密标准新指令，简称AES-NI）是一个x86指令集架构的扩展，用于Intel和AMD微处理器，由Intel在2008年3月提出。该指令集的目的是改进应用程序使用高级加密标准（AES）执行加密和解密的速度。

### 指令
| 指令            | 描述                  |
| --------------- | --------------------- |
| AESENC          | 执行一轮AES加密流     |
| AESENCLAST      | 执行最后一轮AES加密流 |
| AESDEC          | 执行一轮AES解密流     |
| AESDECLAST      | 执行最后一轮AES解密流 |
| AESKEYGENASSIST | 协助生成AES轮回密钥   |
| AESIMC          | 协助AES逆列混合       |
| PCLMULQDQ       | 无进位乘法（CLMUL）   |

### Intel
Intel支持AES-NI的处理器：
- Intel Westmere架构处理器，具体如下：
  - Intel Westmere-EP (Xeon 56XX)（也称Gulftown至强5600系列DP服务器型号）处理器。
  - Intel Clarkdale处理器（酷睿i3、奔腾和赛扬除外）。
  - Intel Arrandale处理器（赛扬、奔腾、酷睿i3、酷睿i5-4XXM除外）。
- Intel Sandy Bridge处理器。
  - 桌面：全部，奔腾、赛扬、酷睿i3除外[5][6]
  - 移动：酷睿i7和酷睿i5全部。一些供应商发售的BIOS配置已禁用该扩展[7]，需要更新BIOS才能启用它。[8]
- Intel Ivy Bridge处理器
  - 仅所有i5、i7、至强和i3-2115C[9]。
- Intel Haswell处理器。（i3-4000M[10]、奔腾和赛扬除外）
- Intel Skylake（和以後）處理器。

### AMD
- AMD
  - AMD Ryzen处理器。
  - AMD Bulldozer处理器。[11]
  - AMD Piledriver处理器。
  - AMD Steamroller处理器。
  - AMD Jaguar处理器。
  - AMD Puma（英语：Puma (microarchitecture)）处理器。

## 其他架构中的硬件加速
在最新的SPARC处理器（T4、T5、M5及之后）和最新的ARM处理器中也有非特权的处理器指令提供AES支持。2011年推出的SPARC T4处理器有用户级指令实现AES轮回。这些指令补充了更高级别的加密命令。2011年宣布的ARMv8-A处理器架构也有指令实现AES轮回，这包括ARM Cortex-A53和A57，但不包括以前的v7处理器（如Cortex A5、7、8、9、11、15）。2012年8月，IBM宣布即将到来的Power7+架构有望提供AES支持。这些架构中的命令不能直接与AES-NI命令兼容，但可实现类似的功能。
IBM z9或更晚的主机处理器支持AES作为单操作码（KM、KMC）AES ECB/CBC指令，使用IBM的CryptoExpress硬件。这些单指令的AES版本比Intel NI更容易使用，但不能被扩展实现为基于AES轮回函数的其他算法，例如Whirlpool散列算法。

### x86 CPU的支持
VIA x86 CPU、AMD Geode和Marvell Kirkwood（ARM，mv_cesa在Linux中）使用基于驱动程序的AES加速处理（另见Crypto API (Linux)）。下列产品支持AES硬件加速，虽然不支持AES-NI指令集：
- AMD Geode LX处理器。[16]
- VIA
  - VIA PadLock。[17] · [18]
    - VIA C3 Nehemiah C5P (Eden-N)处理器。[19]
    - VIA C7 Esther C5J处理器。[20]

### ARM架构
- Allwinner
  - 使用“安全系统”的A10和A20。[21]
- Broadcom
  - 使用“安全处理器”的BCM5801/BCM5805/BCM5820。[18]
- 高通
  - Snapdragon 805（和以後）。
- 三星電子
  - Exynos 3系列（和以後）。

### 其他架构
- Atmel xmega [22]（并行执行的片上加速器，不是指令）

## 性能
在《AES-NI 性能分析》中，Patrick Schmid和Achim Roos 指出：“...少数已使用英特尔 AES-NI 进行优化的应用程序表现出了傲人成绩”。

一次使用Crypto++函式庫执行的性能分析显示，相比没有加速的Pentium 4, AES/GCM的吞吐量从大约每字节28.0周期显著提升至每字节3.5周期。

## 软件支持
大多数现代编译器能够利用AES指令。
许多安全和加密软件支持AES指令集，包括下列核心基础设施：
- Cryptography API: Next Generation (CNG)（Windows）[26]
- Linux的Crypto API（英语：Crypto API (Linux)）
- Java 7 HotSpot
- Network Security Services（NSS）3.13及更高版本 [27]（被Firefox和Google Chrome使用）
- Solaris Cryptographic Framework（英语：Solaris Cryptographic Framework）[28]从Solaris 10起。
- FreeBSD的OpenCrypto API（aesni(4) 驱动程序）[29]
- OpenSSL 1.0.1及以上[30]
- FLAM®/FLUC®（页面存档备份，存于） 5.1.08（2015-08-24发布）及以上
- Bloombase Cryptographic Module [31]